# Сент-Джонс (аэропорт)
Международный аэропорт Сент-Джонс (англ. St. John's International Airport) — канадский аэропорт, расположенный в 6 километрах от города Сент-Джонс в провинции Ньюфаундленд и Лабрадор. Является крупнейшим аэропортом провинции и обслуживает 1,5 млн пассажиров в год (2018).

## История

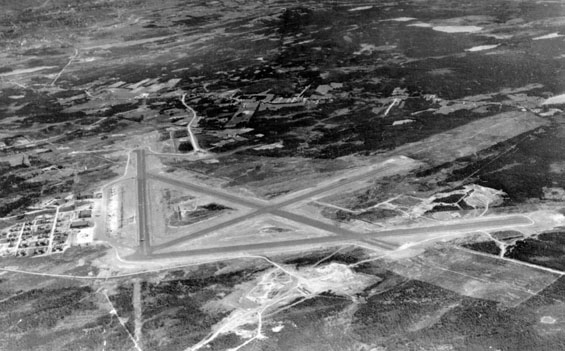
Аэропорт в 1942 году

В 1939 году в парламенте Канады был поднят вопрос безопасности Ньюфаундленда. Было решено создать на острове авиабазу.
15 декабря 1941 году произошло официальное открытие аэропорта Торбей (англ. Torbay Airport). Изначально он использовался Королевскими военно-воздушными силами Канады и военно-воздушными силами США как военный аэропорт, но уже в 1942 году принял первый коммерческий рейс авиакомпании Trans-Canada Airlines.
В 1943 году было построено здание терминала — это было небольшое деревянное строение, которое было заменено более крупным кирпичным зданием в 1958 году.
В марте 1946 года диспетчерская вышка сгорела в сильном пожаре, а новая была построена только в июне 1952 года.
В 1998 году аэропорт был приватизирован и новое руководство начало инвестировать в его реконструкцию. В 2002 году была проведена реконструкция терминала.
В апреле 2020 года пассажиропоток аэропорта сократился на 95 % к показателям 2019 года из-за пандемии коронавируса.

## Характеристики
Аэропорт имеет 2 главные взлётно-посадочные полосы и три отдельных перрона соединённых рулёжными дорожками. Полоса 11/29 является основной и обеспечена системой посадки по приборам III категории.

### Терминал
В 2002 году терминал был реконструирован, а в 2014 году его начали расширять.
Общая площадь терминала в 2018 году составляла почти 30 тысяч м². В 2019—2022 году планировалось увеличить терминал до 39 тысяч м², но из-за эпидемии коронавируса аэропорт приостановил процесс расширения на неопределённый срок.

#### Терминал внутри

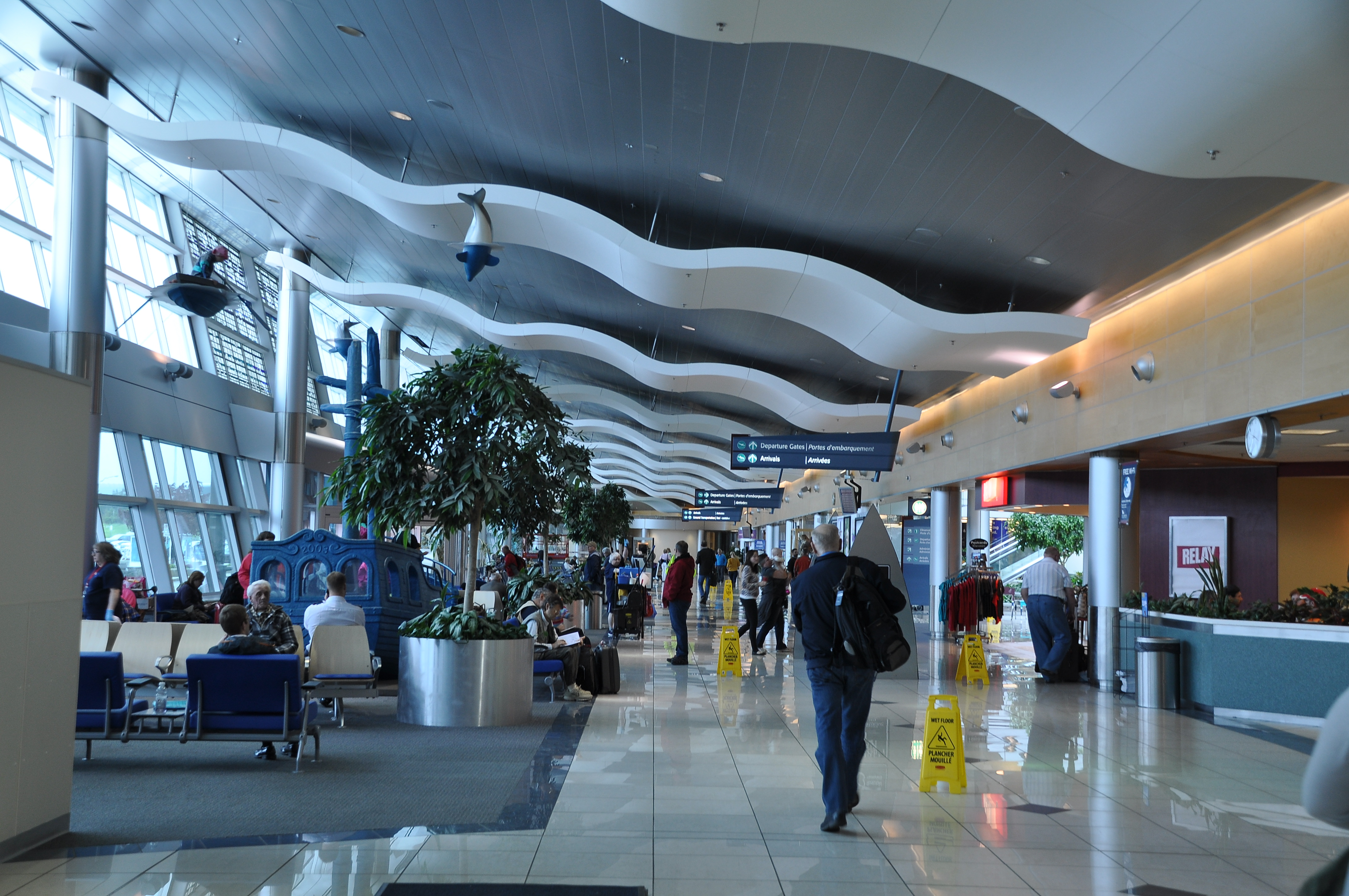
Терминал внутри
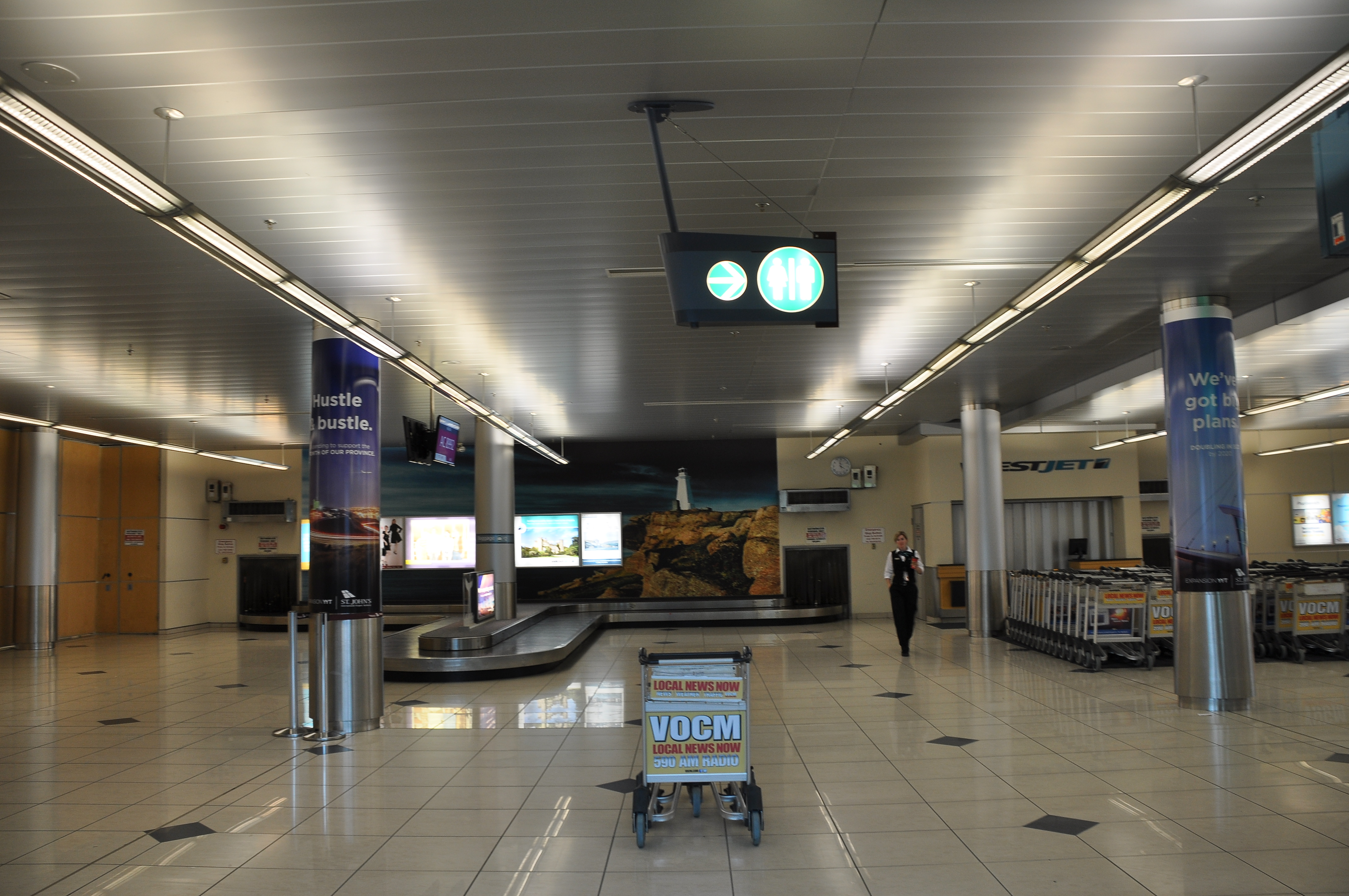
Зона выдачи багажа
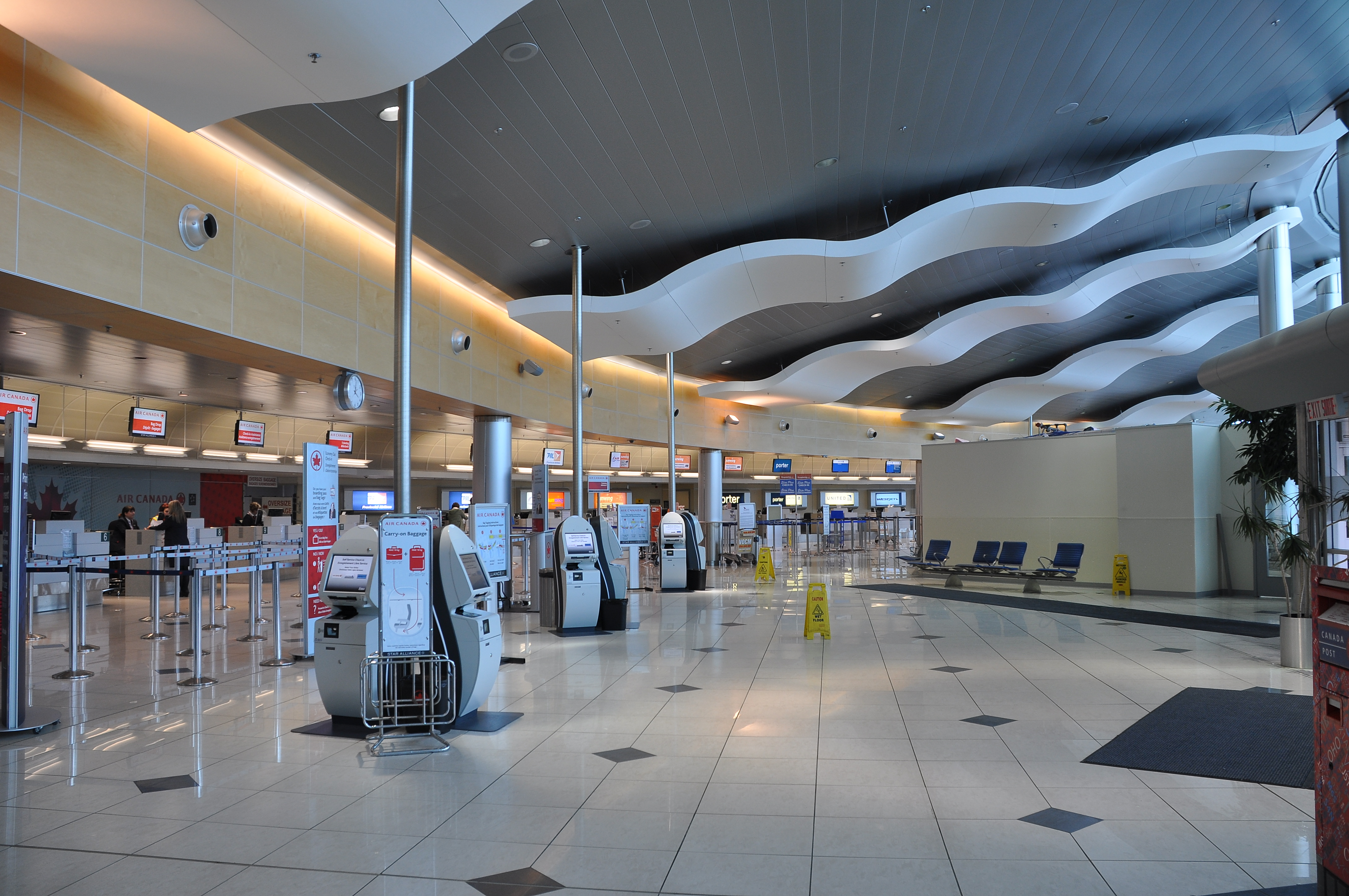
Зона регистрации

## Авиакомпании и направления

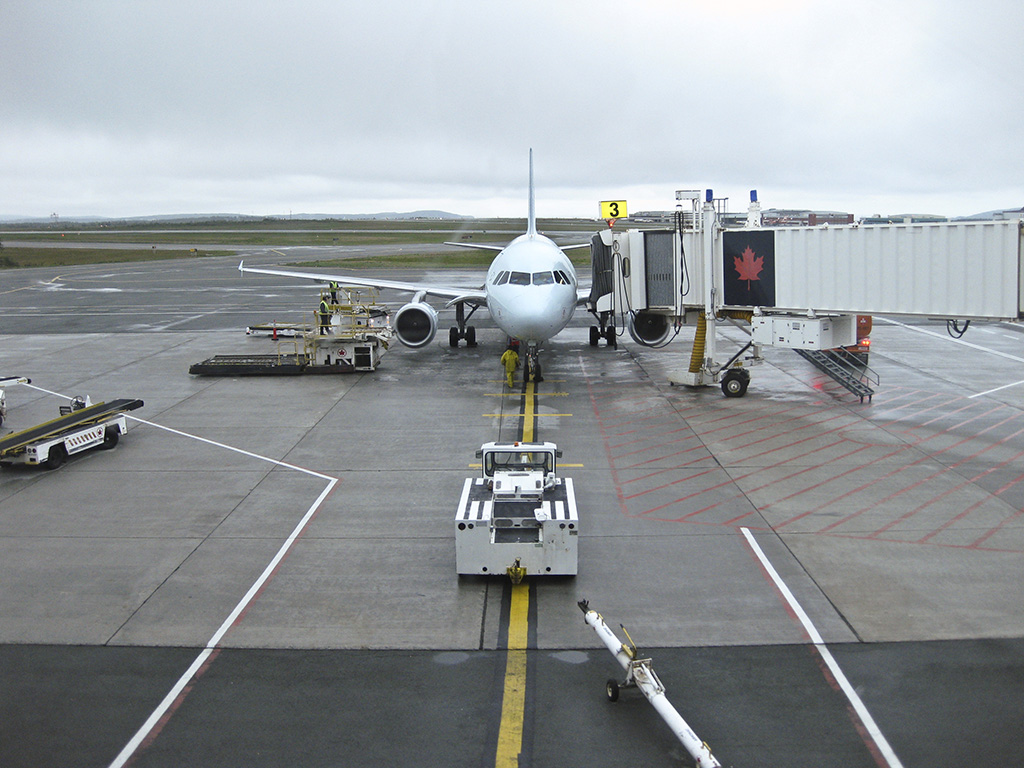
Обслуживание самолёта возле телетрапа

В 1981 году основными авиакомпаниями работавшими в аэропорту были Air Canada и Eastern Provincial Airways. Они ежедневно обслуживали другие части Ньюфаундленда и Лабрадора и материковую Канаду.
На 2018 год аэропорт обслуживает около 80 ежедневных рейсов в 21 пункт назначения в Канаде, Европе и США. Помимо Air Canada существенный вклад в пассажиропоток вносит авиакомпания WestJet.